# سورانس (کلرادو)
سورانس (به انگلیسی: Severance) شهری در ایالت کلرادو کشور ایالات متحده آمریکا است که جمعیت آن در سرشماری سال ۲۰۱۰ میلادی، ۳٬۱۶۵ نفر بوده‌است.